# Grupo Barceló
Barceló es una empresa multinacional española con sede en Palma de Mallorca, dedicada al sector turístico desde su fundación en 1931. Cuenta con una división hotelera, y una división de viajes que le convierten en una de las empresas del sector más importantes del mundo. Su actividad principal se centra en Europa, América y Norte de África, y cuenta con 300 hoteles en 28 países y 1643 agencias de viajes en 3 continentes.

## Historia
La actividad principal del grupo comenzó en el año 1931, a partir de la pequeña empresa de transportes "Autocares Barceló", propiedad de Simón Barceló (1902-1958). Desde 1954 comienza su actividad también como agencia de viajes, y en 1964 se crea Viajes Barceló.
En 1962 la empresa adquiere el Hotel Latino de Palma de Mallorca, que sería el primero de la compañía, y nace Barceló Hotels & Resorts, la división hotelera del grupo.
Su primera instalación hotelera en la península fue el Hotel Barceló Pueblo, en Benidorm, en 1970. Con el boom del turismo en España, el grupo experimenta una notable expansión.
Su proyección internacional llega en 1981 con la adquisición del touroperador Turavia, y en 1985 inaugura el Barceló Bávaro Beach Resort, el primer resort de una cadena española en Punta Cana (República Dominicana). También fue pionero en los Estados Unidos, con la adquisición de su primer hotel en Washington D. C. en 1992.
A partir del año 2005 la división hotelera aprueba un Plan Estratégico con el que intensifica su crecimiento tanto a nivel urbano como vacacional, incorporando hoteles exclusivamente de 4 y 5 estrellas, y logrando así convertirse en una de las cadenas líderes de España y una de las 30 mejores del mundo. En 2011 le toca el turno a la división de viajes, que decide impulsar su crecimiento retomando una antigua línea de negocio: la de la touroperación.

## Divisiones

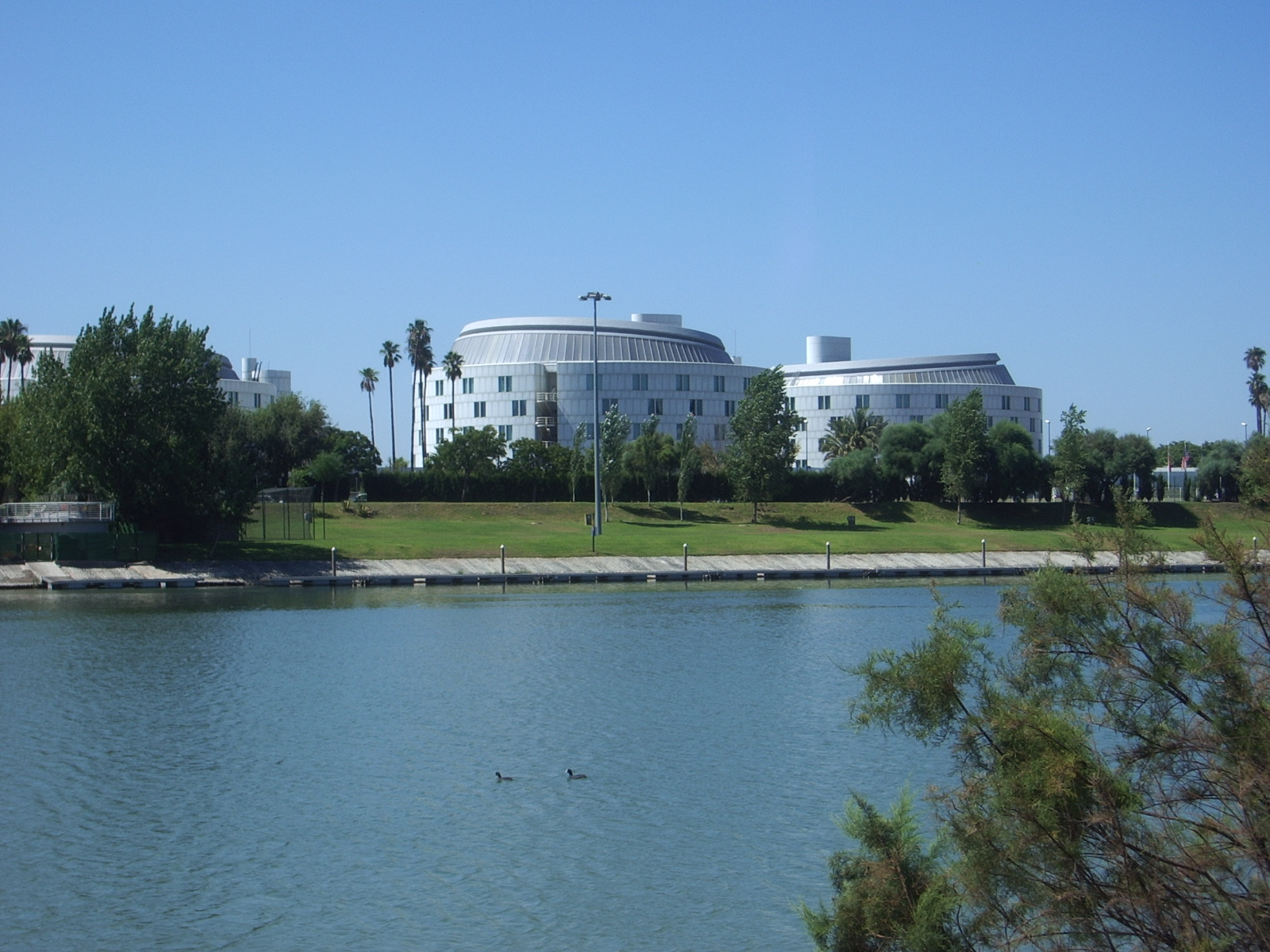
Barceló Gran Hotel Renacimiento, en Sevilla, España.

### Barceló Hotels & Resorts
La división de hoteles del Grupo Barceló se denomina genéricamente Barceló Hotels & Resorts, y cuenta con 149 hoteles y más de 30.000 habitaciones en 19 países de Europa, África y América. La cadena destaca por disponer casi exclusivamente de hoteles de 4 y 5 estrellas y por ofrecer hoteles especializados en distintos segmentos como el turismo familiar, el turismo sólo para adultos o el turismo de negocios, entre otros.

## Cifras

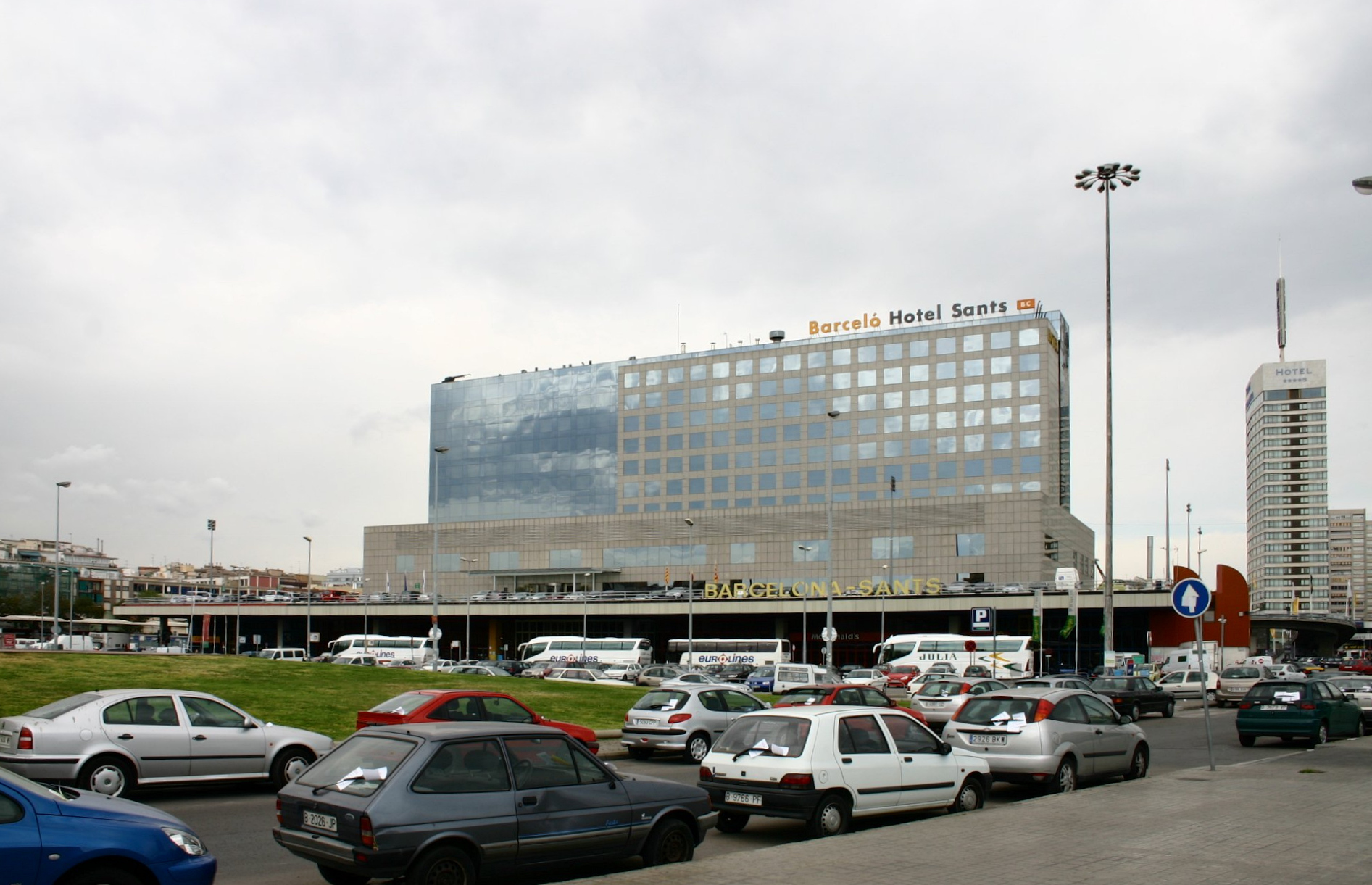
Vista del Barceló Sants, ubicado sobre la Estación de Sants, en Barcelona.

### Personal
En la división hotelera del grupo trabajan -en sus diferentes aspectos- más de  21.000 personas, mientras que la división de viajes emplea a unas 1.900, por lo que el número total de empleados es de cerca  de 23.000.

### Cifras económicas
Las cifras presentadas por el grupo, correspondientes al ejercicio 2013, son las siguientes:
- Cifra de negocios: 1.936,7 millones de euros
- Ventas netas: 1.125,6 millones de euros
- EBITDA normalizado: 183,3 millones de euros

El grupo no cotiza en Bolsa.
En 2022 Barceló fue la segunda hotelera de España por tamaño. A esta fecha, el grupo hotelero cuenta con 270 inmuebles y 62.000 habitaciones en todo el mundo. Al mismo tiempo, registró pérdidas de 45,6 millones en 2021, con ventas de $1.698 millones de euros. La deuda del grupo se duplicó entre 2020 y 2021, llegando a $365 millones.

### Establecimientos
Los países con mayor volumen de negocio donde opera el grupo, en sus divisiones de hoteles y agencias de viajes, son los siguientes:
| País                 | Hoteles | Agencias de viajes |
| -------------------- | ------- | ------------------ |
| España               | 49      | 700                |
| Estados Unidos       | 43      | -                  |
| República Dominicana | 15      | 7                  |
| México               | 13      | 2                  |
| Italia               | 6       | -                  |
| Costa Rica           | 4       | 3                  |
| República Checa      | 4       | -                  |
| Nicaragua            | 2       | 1                  |
| Cuba                 | 2       | -                  |
| Turquía              | 2       | -                  |
| Marruecos            | 2       | -                  |
| El Salvador          | 1       | 2                  |
| Guatemala            | 1       | 1                  |
| Ecuador              | 1       | 1                  |
| Paraguay             | 1       | 1                  |
| Alemania             | 1       | -                  |
| Egipto               | 1       | -                  |
| Bulgaria             | 1       | -                  |
| Grecia               | 1       | -                  |
| Portugal             | -       | 62                 |
| Chile                | -       | 5                  |
| Bolivia              | -       | 2                  |
| Argentina            | -       | 1                  |
| Honduras             | -       | 1                  |
| Brasil               | -       | 1                  |
| Colombia             | -       | 1                  |
| Haití                | -       | 1                  |
| Panamá               | -       | 1                  |
| Perú                 | -       | 1                  |
| Uruguay              | -       | 1                  |
| Venezuela            | -       | 1                  |

## Conflicto y acuerdo con el Gobierno de Nicaragua
La actividad del Grupo Barceló en un hotel de Nicaragua fue denunciada por el gobierno nicaragüense en 2008 por incumplimiento de contrato. El litigio se resolvió mediante la constitución de una sociedad conjunta para construir y mantener el aeropuerto de Montelimar, en el municipio de San Rafael del Sur, en línea con las acciones de cooperación para el desarrollo que el Grupo Barceló y la Fundación Barceló llevan a cabo en los países donde están establecidos.

## Propietarios
Desde su fundación, el grupo Barceló ha sido una empresa familiar controlada por las distintas generaciones de la familia Barcelo. La cabeza del organigrama es la siguiente:
Consejo de AdministraciónMaría Antonia Barceló Vadell, Simón Pedro Barceló Vadell, Simón Barceló Tous, Joan Martínez Barceló y Guillermo Barceló Tous.
CopresidentesSimón Barceló Tous y Simón Pedro Barceló Vadell.
Copresidentes de honorGabriel Barceló Óliver y Sebastià Barceló Óliver